# Vorukasha
Vorukasha är ett hav i zoroastrisk och persisk mytologi. 
Vorukasha skapades av Ahura Mazda och i dess mitt stod trädet Harvisptokhm som ansågs rymma alla världens växtarter. I zoroastriska skrifter omtalas trädets läkande effekter.
Vorukasha brukar identifieras med Kaspiska havet (Mazandarans hav) men ursprungligen avsågs förmodligen Indiska Oceanen.